# 采拿站
采拿站是里加-叶尔加瓦铁路上的一个火车站，车站建于1931年，附近的居民点是采拿村。